# Spisak zakona Rimskog prava
Sledi spisak zakona, senatskih odluka i ostalih pravnih propisa Rimskog prava sa godinama donošenja i kratkim objašnjenjima materije koju su regulisali.

## Zakoni
- Lex Acilia Calpurnia (67 p.n.e.)
- Lex Acilia de intercalando (191 p.n.e.)
- Lex Acilia repetundarum (123 p.n.e.)
- Lex Aebutia de formulis(c.150 p.n.e.)- Ebucijev zakon, uveo formularni postupak
- Lex Aebutia de magistratibus extraordinariis (154 p.n.e.?)
- Lex Aelia et Fufia (c. 150 p.n.e.?)- dva zakona kojima su verovatno regulisane auspicije
- Lex Aelia Sentia (4 p.n.e.)- propisao minimalne godine za gospodara i roba kod manumisija
- Lex Aemilia
- Lex Antonia de Termessibus
- Leges Antoniae
- Lex Appuleia
- Lex Appuleia agraria -Lucije Apulej Saturnin
- Lex Appuleia agraria secunda -Lucije Apulej Saturnin
- Lex Aquilia (oko 286 p.n.e.- Akvilijev zakon o naknadi štete-Lex Aquilia de damno.
- Lex Aternia-Tarpeia (454 p.n.e.)
- Lex Atinia (149)
- Lex Aufeia 124
- Lex Aurelia de tribunicia potestate (75)
- Lex Aurelia iudiciaria (70)
- Lex Baebia (192)- regulisao broj pretora
- Lex Calpurnia (149)- Kalpurnijev zakon, uveo institut condictio sine causa (pravno neosnovano obogaćenje)
- Lex Canuleia (445)- Kanulejev zakon, ukinuo zabranu sklapanja brakova između patricija i plebejaca
- Lex Cassia (137) -
- Lex Claudia (218)
- Lex citationis (426);- Zakon o citiranju
- Lex Cincia- Cincijev zakon, zabranio advokatima poklone, a ostalima poklone do određene visine
- Lex Cornelia Annalis (81);
- Lex Domitia de sacerdotis (104) -
- Lex Fufia (150);
- Lex Falcidia- Falcidijev zakon, regulisao naslednopravnumateriju (legate)
- Lex Fufia Caninia (2);- ograničio broj manumisija
- Lex Gabinia ? (139)
- Lex Gabinia 67
- Lex Genucia (342)- Genucijev zakon, pokušao da zabrani kamatu
- Lex Gellia Cornelia (72);
- Lex Hieronica (240)
- Lex Hortensia (287 )- Hortenzijev zakon, izjednačene odluke plebejskih skupština sa ostalim zakonima
- Lex Hadriana (?);
- Lex Icilia (454 )
- Lex Iulia (90);
- Lex Iulia de Adulteriis Coercendis (18 ); -kadukarno zakonodavstvo
- Lex Iulia de Maritandis Ordinibus (18 );- kadukarno zakonodavstvo
- Leges Juliae (18 )
- Lex Iulia de Repetundis (59 )
- Lex Iulia Municipalis (45 );
- Lex Iunia Norbana (c.19 )- regulisao pložaja posebnog sloja Latina (Latini Iuniani).
- Lex Licinia Sextia (367 )- date povlastice plebejcima (jedan konzul iz redova plebejaca)
- Lex Licinia Pompeia (55 )
- Lex Marciana
- Lex Manilia (66 )
- Lex Maenia (posle 293 );
- Lex de Maiestate (?);
- Lex Maenia Sestia
- Lex Ogulnia (300 )- dozvoljen izbor plebejaca u viša sveštenička zvanja.
- Lex Oppia (215 ) - Opijev zakon, pokušao da spreči preterani luksuz u oblačenju žena (nakit koji žena nosi na sebi nije smeo da pređe određenu težinu).
- Lex Ovinia (318 )
- Lex Papiria de dedicationibus (c.304 )
- Lex Papiria Julia (430 );
- Les Papia de Peregrinis (65 );
- Lex Papia Poppaea (9)- predviđao povlastice za žene sa većim brojem dece, a uskraćivao nasleđe matorim i neoženjenim momcima i usedelicama.
- Lex Petronia (?);
- Lex Plaettoria- o prevarama lica ispod 25 godina
- Lex Porcia (I) (199 );
- Lex Porcia (II) (195 );
- Lex Porcia (III) (184 );
- Lex Plautia Papiria (89 )
- Lex Plautia Judiciaria (?);
- Lex Poetelia Papiria (326 ) - Petelijev i Papirijev zakon, ukinuto dužničko ropstvo i neksum
- Lex Pompeia (89 )
- Lex de Permutatione Provinciae (44 );
- Lex Plautia de Reditu Lepidanorum (70 );
- Leges provinciae (146 )
- ''Lex Rhodia deiactu''-pomorski zakon sa ostrva Rodos o izbačenim stvarima sa broda (uveo načelo opšte havarije)
- Lex Publilia (339 )- ogaraničio auctoritas patruum
- Lex Rubria (122 )
- Lex Roscia (49 );
- Lex Romana Burgundionum;- varvarski zbornik Rimskog prava u Severnoj Francuskoj
- Lex Romana Visigothorum (506);- rimski zakon Zapadnih Gota poznat i pod imenom Alarikov brevijar.
- Lex Sacrata (494 );
- Lex Scantinia (ca. 149 );
- Leges Semproniae Agrariae (133 );
- Lex Servilia Caepio (106 );
- Lex Servilia Glaucia (100 ?);
- Lex Silia - Silijev zakon, sprečio zloupotrebe magistrata, uveo sticanje bez osnova (condictio sine causa)
- Lex Titia (43 )
- Lex Terentia Cassia (73 );
- Lex Trebonia (55 )
- Lex Tullia (63 )
- Lex Vatinia (59 );
- Lex Valeria
- Lex Valeria Cornelia (5)
- Leges Valeria Horatiae (449 )
- Leges Valeria Publicola (449 )
- Lex Villia annalis (180 )
- Lex Voconia (169 )- Vokonijev zakon, o nasleđivanju (zabranio pripadnicima senatorskog staleža da ih nasleđuju supruge kao i to da od ženskih agnata umrlog može jedino naslediti sestra)

## Senatske odluke (Senatum consultum)
- Senatus consultum- senatske odluke koje su u početku imale karakter mišljenja i preporuka u drugom veku dobijaju snagu zakona i obavezuju sve magistrate i od tada se zovu oratio.
- Senatus consultum ultimum-odluka krajnje opasnosti, njome je senat davao ovlašćenja jednom od konzula za izbor diktatora.
- Senatus consultum Tertullianum- poboljšao je naslednopravni položaj majke deteta.
- Senatus consultum Orphitianum- dao je pravo deci da naslede majku pre ostalih srodnika bez obzra da li su sui iuris ili alieni iuris.
- Senatus consultum Silanianum (10)- predvidela smrtnu kaznu za sve robove koji se zateknu u kući u slučaju da rob ubije gospodara.
- Senatus consultum Claudianum (52)-
- Senatus consultum Macedonianum-odnosi se na vraćanje duga iz ugovora o zajmu koji zaključi sin, a kojem je otac još uvek živ.
- Senatus consultum Neronianum (100)-
- Senatus consultum Pegasianum (100)-
- Senatus consultum Vellaeanum (46)-
- Senatus consultum de re publica defenda

## Ostali propisi
- Akceptilacija
- Constitutio Antoniniana 212 p.n.e.- Karakalin edikt kojim su svi slobodni staniovnici Rimske imperije postali njeni građani sem peregrina dediticija.
- Corpus Iuris Civilis - Justinijanov zbornik
- Stipulacija- osnovni usmeni kontrakt
- Zakon dvanaest tablica prvi kodifikovani zakon koji su izradili decemviri 451 p.n.e..